# Gröden
Gröden è un comune di 1 332 abitanti del Brandeburgo, in Germania.

Appartiene al circondario dell'Elba-Elster ed è capoluogo della comunità amministrativa dello Schraden.